# Dunmurry

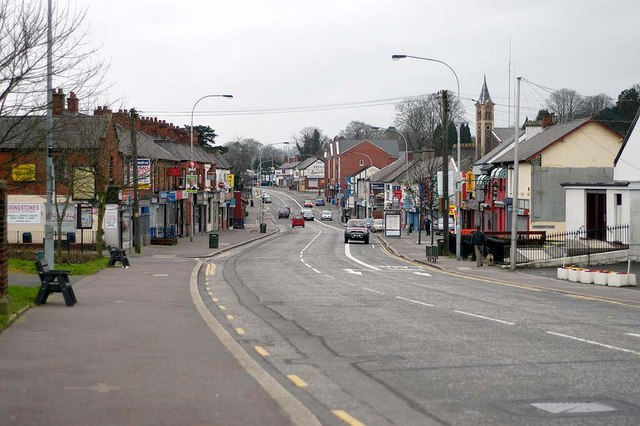
Kingsway, Dunmurry.

Dunmurry (del irlandés: Dún-Muireadhaigh/Dún Muirígh, que significa "fortaleza de Murry") es una townland del condado de Antrim, Irlanda del Norte, situada entre las ciudades de Belfast y Lisburn. En abril de 2015, Dunmurry fue incorporada a Belfast, siendo transferida al concejo de aquella ciudad en el ámbito de las reformas del gobierno local.
Dunmurry tiene sus propias tiendas y escuelas, una escuela de enseñanza secundaria situada en River Road en Seymour Hill, donde se dan clases a 310 alumnos del sur de Belfast, el oeste de Belfast y las áreas de Lisburn y tiene cerca de 24 profesores que enseñan hasta el nivel estándar de GCSE. También tiene iglesias y otras amenidades modernas. Dunmurry es flanqueada por el río Lagan que, a pesar de ser canalizado, aún mantiene la atmósfera de un tranquilo canal rural.
Aquí se ubicó la fábrica de DeLorean Motor Company en 1980, donde se fabricó el coche DMC DeLorean, famoso por su aparición en la trilogía de películas Back to the Future.

## Deporte
- El Club de críquet de Dunmurry juega en la NCU Senior League.
- Dunmurry Recreation F.C., comúnmente más conocido como Dunmurry Rec.
- Dunmurry Young Men F.C.
- Iveagh United F.C.
- Club de golf de Dunmurry.
- Eire Og Derriaghy.